# Nikita Quapp
Nikita „Niko“ Quapp (* 25. Januar 2003 in Ravensburg) ist ein deutscher Eishockeytorwart, der seit Juli 2025 bei den Carolina Hurricanes aus der National Hockey League (NHL) unter Vertrag steht und parallel für deren Farmteam, die Chicago Wolves, in der American Hockey League (AHL) spielt. Zuvor war Quapp, dessen Vater Waldemar ebenfalls professioneller Eishockeyspieler war, unter anderem für die Krefeld Pinguine, Eisbären Berlin und Düsseldorfer EG in der Deutschen Eishockey Liga (DEL) aktiv.

## Karriere
Quapp wurde in Ravensburg geboren, während sein aus Kasachstan eingewanderter Vater Waldemar Quapp dort das Tor für den damaligen Oberligisten EV Ravensburg hütete. Nikita Quapp trat alsbald in die Fußstapfen seines Vaters und durchlief bis zur U16-Mannschaft die Nachwuchsabteilung des EVR. Dort spielte er als Torwart bis zum Sommer 2016, ehe er an die RB Hockey Academy des österreichischen Vereins EC Red Bull Salzburg wechselte. In der von der Red Bull GmbH unterstützten Akademie verbrachte das Talent insgesamt vier Jahre, wo er sich die Aufgaben unter anderem mit seinem Landsmann Florian Bugl, dem Österreicher Thomas Pfarrmaier und dem Italiener Damian Clara teilte.

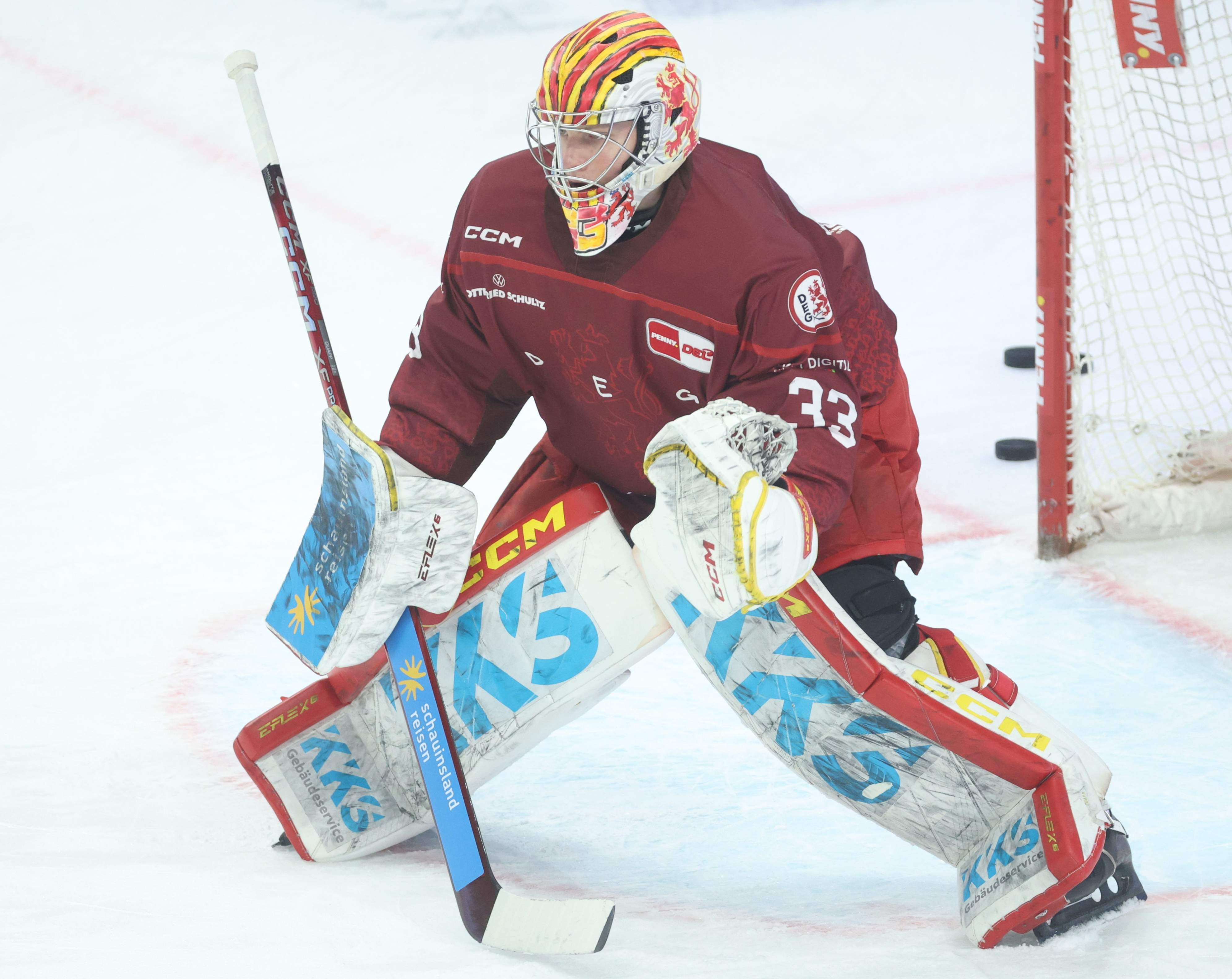
Quapp im Trikot der Düsseldorfer EG (2025)

Im September 2020 kehrte Quapp vor dem Hintergrund der COVID-19-Pandemie nach Deutschland zurück, als er von den Krefeld Pinguinen aus der Deutschen Eishockey Liga (DEL) unter Vertrag genommen wurde. In der Spielzeit 2020/21, die erst im Dezember 2020 eröffnet wurde, bildete er ein Tohütertrio mit Marvin Cüpper und Sergei Below. Zudem stand er – ausgestattet mit einer Förderlizenz – im Kader der Ravensburg Towerstars aus der DEL2. Dort blieb er jedoch ohne Einsatzminuten, während er für Krefeld zu elf DEL-Spielen kam. Des Weiteren absolvierte er insgesamt sieben Einsätze in der drittklassigen Oberliga – sechs für die U23-Mannschaft der Pinguine in der Nord-Staffel sowie eine weitere Partie für den EV Lindau in der Süd-Gruppe. Im NHL Entry Draft 2021 wurde der Torhüter in der sechsten Runde an 187. Stelle von den Carolina Hurricanes aus der National Hockey League (NHL) ausgewählt. In der Saison 2021/22 absolvierte der Schlussmann erneut elf DEL-Partien für Krefeld – diesmal als klare Nummer 3 hinter Oleg Schilin und Below. Nach dem Abstieg des Traditionsklubs in die DEL2 am Saisonende wurde Quapp von den Eisbären Berlin verpflichtet und blieb damit in der DEL. Die folgenden zwei Spielzeiten bis zum Sommer 2024 kam er allerdings – als weiterhin dritter Torwart – nur zu drei weiteren DEL-Spielen. Hauptsächlich kam er im Zeitraum zwischen 2022 und 2024 beim DEL2-Kooperationspartner Lausitzer Füchse zu Einsatzminuten, wo er im Spieljahr 2023/24 den Posten des Stammtorhüters übernahm.
Zur Saison 2024/25 wurde der 21-Jährige von Berlins Ligakonkurrenten Düsseldorfer EG verpflichtet, wo er als Ersatzmann des Norwegers Henrik Haukeland fungierte. Als sogenannter Back-up stand er neunmal für die Rheinländer zwischen den Pfosten und blieb dabei sieglos. Wie bereits drei Jahre zuvor mit Krefeld stieg Quapp auch mit der DEG in die DEL2 ab. Sein auslaufender Vertrag wurde daraufhin nicht verlängert, sodass er sich Mitte Mai 2025 auf einen Vertrag mit den Eispiraten Crimmitschau aus der DEL2 einigte. Wenige Tage später wurde bekannt, dass ihn die Carolina Hurricanes mit einem zweijährigen NHL-Einstiegsvertrag mit Gültigkeit ab Juli 2025 ausgestattet hatten. Der geschlossene Vertrag mit Crimmitschau wurde daraufhin ausgesetzt.

### International
Auf internationaler Ebene kam Quapp bereits ab der Spielzeit 2018/19 für die Juniorennationalmannschaften des Deutschen Eishockey-Bundes zu Einsätzen. Aufgrund der COVID-19-Pandemie dauerte es allerdings bis zur U18-Junioren-Weltmeisterschaft 2021, ehe der Torwart sein erstes internationales Turnier absolvierte. In der Folge stand Quapp im Aufgebot der deutschen U20-Auswahl bei den U20-Junioren-Weltmeisterschaften der Jahre 2022 und 2023 – bei letzter als Stammtorhüter. Inklusive des abgebrochenen Events der Weltmeisterschaft 2022 kam er im U20-Bereich zu sieben WM-Spielen.

## Karrierestatistik

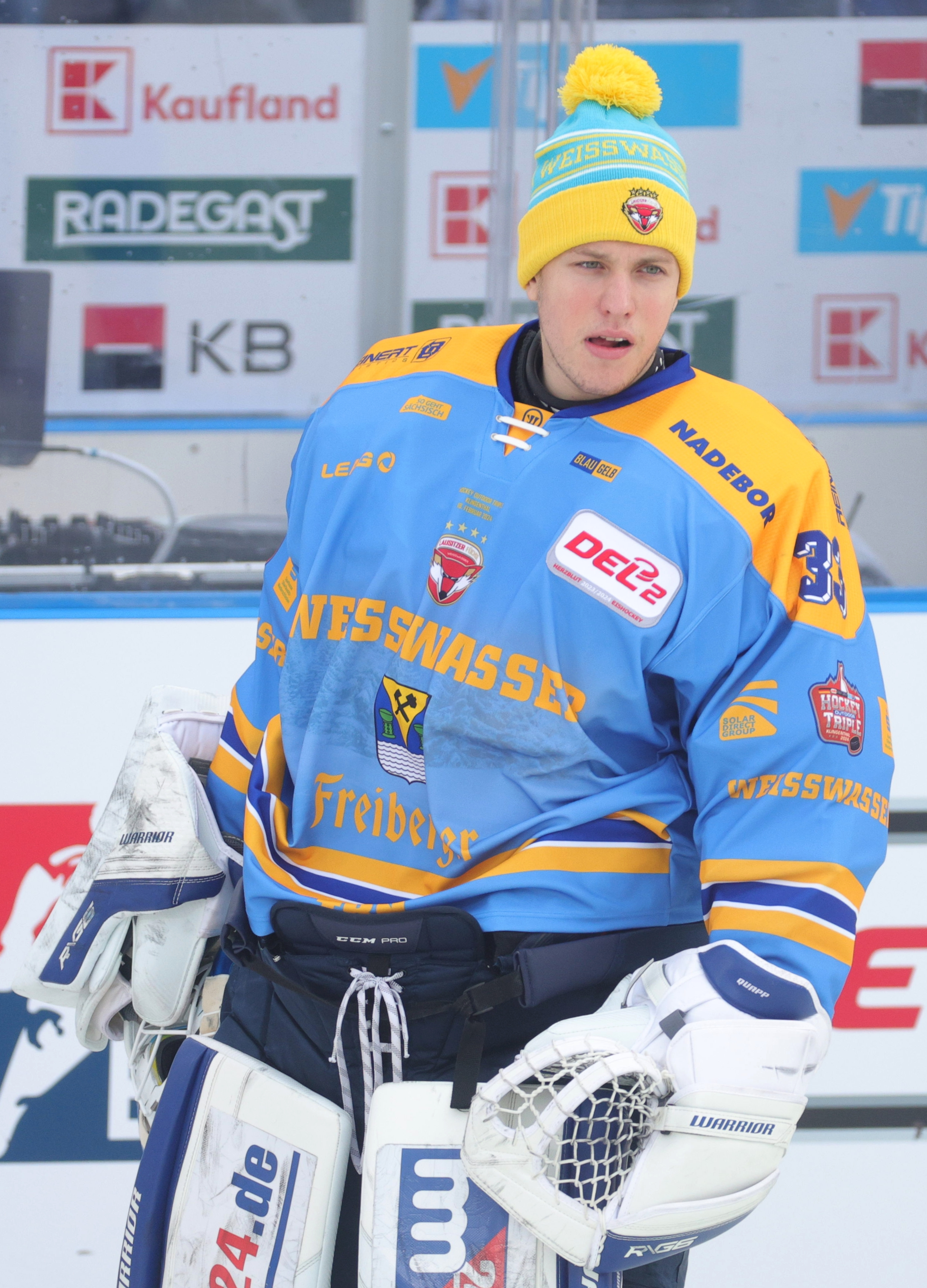
Quapp als Spieler der Lausitzer Füchse (2024)

Stand: Ende der Saison 2024/25

### International
Vertrat Deutschland bei:
- U18-Junioren-Weltmeisterschaft 2021
- abgebr. U20-Junioren-Weltmeisterschaft 2022
- U20-Junioren-Weltmeisterschaft 2022
- U20-Junioren-Weltmeisterschaft 2023

(Legende zur Torhüterstatistik: GP oder Sp = Spiele insgesamt; W oder S = Siege; L oder N = Niederlagen; T oder U oder OT = Unentschieden oder Overtime- bzw. Shootout-Niederlage; Min. = Minuten; SOG oder SaT = Schüsse aufs Tor; GA oder GT = Gegentore; SO = Shutouts; GAA oder GTS = Gegentorschnitt; Sv% oder SVS% = Fangquote; EN = Empty Net Goal; 1 Play-downs/Relegation; Kursiv: Statistik nicht vollständig)